# Карлос Гамарра
Карлос Гамарра (ісп. Carlos Gamarra, нар. 17 лютого 1971, Іпакарай) — парагвайський футболіст, захисник.
Насамперед відомий виступами за клуб «Інтернаціонале», а також національну збірну Парагваю.
Володар Кубка Греції. Володар Кубка Італії.

## Клубна кар'єра
У дорослому футболі дебютував 1991 року виступами за команду клубу «Серро Портеньйо», в якій провів один сезон, взявши участь у 35 матчах чемпіонату.
Згодом з 1992 по 2002 рік грав у складі команд клубів «Індепендьєнте» (Авельянеда), «Серро Портеньйо», «Інтернасьйонал», «Бенфіка», «Корінтіанс», «Атлетіко», «Фламенго» та АЕК.
Своєю грою за останню команду привернув увагу представників тренерського штабу клубу «Інтернаціонале», до складу якого приєднався 2002 року. Відіграв за «нераззуррі» наступні три сезони своєї ігрової кар'єри.
Протягом 2005–2006 років захищав кольори команди клубу «Палмейрас».
Завершив професійну ігрову кар'єру у нижчоліговому клубі «Олімпія» (Асунсьйон), за команду якого виступав протягом 2007–2007 років.

## Виступи за збірну
1993 року дебютував в офіційних матчах у складі національної збірної Парагваю. Протягом кар'єри у національній команді, яка тривала 14 років, провів у формі головної команди країни 110 матчів, забивши 12 голів.
У складі збірної був учасником трьох чемпіонатів світу: 1998 року у Франції, 2002 року в Японії і Південній Кореї, а також 2006 року у Німеччині.
Брав участь у п'яти розіграшах Кубка Америки: 1993 року в Еквадорі, 1995 року в Уругваї, 1997 року в Болівії, 1999 року в Прагваї та 2004 року в Перу.

## Досягнення
- Чемпіон Парагваю:

«Серро Портеньйо»: 1990, 1992
- Переможець Ліги Гаушу:

«Інтернасьйонал»: 1997
- Переможець Ліги Пауліста:

«Корінтіанс»: 1998
- Чемпіон Бразилії:

«Корінтіанс»: 1998
- Володар Кубка чемпіонів Бразилії:

«Фламенгу»: 2001
- Переможець Ліги Каріока:

«Фламенгу»: 2001
- Володар Кубка Греції:

«АЕК»: 2001-02
- Володар Кубка Італії:

«Інтернаціонале»: 2004-05
- Срібний олімпійський призер: 2004